# Nobuhiro Sadatomi
Nobuhiro Sadatomi (født 5. juli 1979) er en tidligere japansk fodboldspiller.
Han har spillet for flere forskellige klubber i sin karriere, herunder Shonan Bellmare.